# パナソニック エレクトリックワークス電材三重
パナソニックエレクトリックワークス電材三重株式会社（パナソニック えれくとりっくわーくすでんざいみえ）は、インターホン、住宅用火災警報器、自動火災報知設備などの製造を手がけるパナソニックグループの企業。

## 沿革
- 1956年（昭和31年）5月 - 合資会社東海製作所を設立。
- 1964年（昭和39年）7月 - 東海電工株式会社を設立。
- 1975年（昭和50年）7月 - 合資会社東海製作所を東海電工株式会社に合併。
- 1988年（昭和63年）11月 - 松下電工株式会社の出資により資本金を8,600万円に増資。
- 1997年（平成9年）1月 - LRQAよりISO 9001認証を取得。
- 2000年（平成12年）10月 - LRQAよりISO 14001認証を取得。
- 2007年（平成19年）
  - 4月 - 松下電工の全面出資により資本金を3億円に増資。
  - 10月 - 中勢北部サイエンスシティに工場を移転。東海松下電工株式会社に社名変更。
    - 松下電工（パナソニック電工→現・パナソニック エコソリューションズ社）津工場の一部に工程を持っていたHA事業と、河辺工場の防災事業を新工場に移転させる形で行われた。一部は、現・パナソニック電工津工場に工程が残る。河辺工場（三重県津市河辺町）は生産から撤退し、河辺倉庫として利用される。

- 2008年（平成20年）10月 - パナソニック電工東海株式会社に社名変更。
- 2011年（平成23年）10月 - 株式会社オームズと統合し、パナソニック エコソリューションズ電材三重株式会社となる。同時に本社を旧・パナソニック 津工場内に移転（旧本社は当社あのつ台工場となる）。
- 2012年（平成24年）1月 - グループ再編により親会社のパナソニック電工がパナソニックに吸収合併され解散。パナソニックの社内カンパニー「エコソリューションズ社」の傘下に入った。
- 2019年（平成31年）4月 - パナソニック ライフソリューションズ電材三重株式会社に社名変更。
- 2022年（令和4年）4月 - パナソニック エレクトリックワークス電材三重株式会社に社名変更。

## 歴代社長
- 矢野 剛
- 外岡 正博

## 主な製品
- インターホン
- 住宅用火災警報器
- 自動火災報知設備
- セキュリティシステム
- ビルオートメーションシステム